# Riana Nainggolan
Pour les articles homonymes, voir Nainggolan.
Riana Nainggolan, née le 3 mai 1988 à Anvers, est une footballeuse belge.

## Biographie
Elle débute au K Kontich FC, et y reste jusque 2011. Elle joue ensuite au Beerschot AC Dames. Elle dispute deux saisons (une en Championnat de Belgique et une en BeNe Ligue) dans le club anversois, jusqu'à la disparition de celui-ci.
Elle part l'année suivante au Royal Anvers FC Ladies, où elle joue la seule saison de ce club en BeNe Ligue. En 2014, elle part en Italie, à l'ASD RES Roma.
Elle compte une sélection en équipe nationale belge, obtenue en 2015 à l'occasion du Tournoi de Chypre.

## Vie privée
C'est la sœur jumelle de l'international belge Radja Nainggolan.